# دارودسته‌های واسیپور- قسمت اول
دارودسته‌های واسیپور- قسمت اول (به انگلیسی: Gangs of Wasseypur – Part 1) فیلمی هندی محصول سال ۲۰۱۲ و به کارگردانی آنورانگ کاشیاپ است. در این فیلم بازیگرانی همچون مانوج باجپایی، ریچا چادا، هما قریشی، ریما سن، نوازالدین صدیقی، پیوش میشرا، جایدیپ اهلاوات، وینیت کومار سینگ، جامل خان، آنوریتا جیها، پانکاج تریپاتی، تیگمانشو دولیا و یاشپال شارما ایفای نقش کرده‌اند. فیلم دارودسته‌های واسیپور- قسمت دوم دنباله این فیلم است.